# 604001 Iagiellonica
604001 Iagiellonica este o planetă minoră (asteroid) din centura de asteroizi. A fost descoperită pe 24 februarie 2014 la  de  și a fost numită după Universitatea Jagiellonă. 
Obiectul prezintă o orbită caracterizată de o semiaxă mare de 2,5924291733334 UAi, o excentricitate de 0,073884473535868, o înclinație de 11,749132762123 ° în raport cu ecliptica.